# Les Luthiers, grandes hitos
“Les Luthiers, grandes hitos” fue un espectáculo teatral del conjunto argentino de instrumentos informales Les Luthiers. El título del espectáculo se basa en la homofonía con “grandecitos” con motivo de su 25° cumpleaños. Es la segunda antología del grupo. Fue estrenado el 7 de mayo de 1992 en el Salón del Club Independiente, de la ciudad de Neuquén (Argentina). Su última representación fue el 18 de enero de 1996 en el Palacio de Congresos y Exposiciones de la Ciudad (en Salamanca, España).
Espectáculo teatral de humor musical. Especial del conjunto de instrumentos informales 

## Programa
- El Sendero de Warren Sánchez (Salmos Sectarios, 1987)
- Serenata Medio Oriental (Música Medio Árabe, 1983)
- Kathy, la Reina del Saloon (Música de Cine Mudo, 1977)
- Encuentro en el Restaurante (Rapsodia Gastronómica, 1987)
- Canción para Moverse (Canción Infantil en 12 Movimientos, 1979)
- Entreteniciencia Familiar (Música de Cámara de TV, 1983)
- Lazy Daisy (Hall Music, 1977)
- Las Majas del Bergantín (Zarzuela Náutica, 1981)

## Fuera del programa
- La Hora de la Nostalgia (Diez Minutos de Recuerdos, 1989)
- Quien conociera a María amaría a María (Canción con mimos, 1987)

## Curiosidades
- La introducción de Lazy Daisy es la misma que la de El Acto de Banania, ya estrenado en "Viegésimo Aniversario".
- Después de esta introducción se hace referencia a la obra "Les Nuits de París" y "Kathy, la reina del Saloon".

- Datos: Q6529686